# Hass, Syria
Hass (tiếng Ả Rập: حاس) là một thị trấn ở phía tây bắc Syria, một phần hành chính của quận Ma'arrat al-Numan của Tỉnh Idlib. Thị trấn có độ cao 630 mét so với mực nước biển. Theo Cục Thống kê Trung ương Syria, Hass có dân số 9.595 người trong cuộc điều tra dân số năm 2004. Cư dân của nó chủ yếu là người Hồi giáo Sunni.
Các địa phương gần đó bao gồm Kafr Nabl ở phía tây, Hish ở phía nam, Kafr Ruma và Maarrat al-Numan ở phía đông và al-Bara ở phía bắc. Hass nổi tiếng với những lùm ô liu và được bao quanh bởi các di tích lịch sử, bao gồm một số Thành phố chết quan trọng nhất, như Serjilla, Shanshrah, và al-Bara và Kafr Nabl.

## Khảo cổ học
Bản thân Hass chứa một nhà thờ Hồi giáo và di tích thời trung cổ. Nó cũng ngay lập tức về phía tây bắc của vị trí của một ngôi mộ Byzantine CE thế kỷ thứ 6. Ngôi mộ bao gồm hai cấp độ với một mái nhà hình kim tự tháp và được giữ bởi các cột Corinth.
Hass cũng ở gần địa điểm của một thành phố cổ xưa, ngày nay là Khirbet Hass. Khu vực này chứa những tàn tích rải rác của sáu nhà thờ thời La Mã và Byzantine và một tòa thị chính rộng lớn với một sân trong hình chữ nhật với các đường viền làm bằng các cột Doric. Trong số các nhà thờ, có một số đo 65   ft 43,5   ft (gian giữa của nó chiếm gần một nửa chiều rộng). Sàn nhà thờ được đánh dấu bằng một bức tranh khảm mô tả con công.